# 1739 w muzyce
Wydarzenia muzyczne w 1739 roku.

## Dzieła
- Georg Friedrich Händel – Concerti Grossi op. 6
- Georg Philipp Telemann – Hamburger Trauermusik II
- Georg Friedrich Händel – Saul (Oratorium)
- Jan Dismas Zelenka – Missa Votiva
- Jan Dismas Zelenka – Ecce nunc benedicite w a

## Dzieła operowe
- Jean-Philippe Rameau – Dardanus
- Georg Friedrich Händel – Serse (Kserkses)

## Urodzili się
- 12 maja – Jan Křtitel Vaňhal, czeski kompozytor, uczeń Karla Dittersa von Dittersdorfa (zm. 1813)
- 6 lipca – Friedrich Wilhelm Rust, niemiecki kompozytor (zm. 1796)
- 2 listopada – Karl Ditters von Dittersdorf, austriacki kompozytor epoki klasycyzmu, przedstawiciel szkoły starowiedeńskiej (zm. 1799)

Data dzienna nieznana
- Jakub Gołąbek, polski kompozytor i śpiewak (tenor) (zm. 1789)

## Zmarli
- 23 stycznia – Louis André, francuski kompozytor (ur. 1682)
- 12 lutego – Johann Anastasius Freylinghausen, niemiecki pietystyczny teolog i muzyk luterański (ur. 1670)
- 27 maja – Johann Gottfried Bernhard Bach, niemiecki organista, syn Johanna Sebastiana Bacha i Marii Barbary Bach (ur. 1715)
- 24 lipca – Benedetto Marcello, wenecki kompozytor (ur. 1686)